# چهارطاقی سیمین دشت
بنای چهار طاقی سیمین دشت مربوط به سدهٔ ۳ و ۴ ه.ق است و در شهرستان فیروزکوه، روستای حصار بن واقع شده و این اثر در تاریخ ۵ آذر ۱۳۸۰ با شمارهٔ ثبت ۴۴۰۴ به‌عنوان یکی از آثار ملی ایران به ثبت رسیده است.